# Экарте
Экарте — карточная игра, изобретённая слугами высших домов Франции, в переводе с французского название слово écarté переводится как «сброшенный», «выброшенный». Не требующая напряжённых размышлений, экарте позволяла прислуге быстро оторваться от неё и вновь продолжить, не нарушая служебных обязанностей. Затем попала в высшие круги, но в конце XIX века утратила свою популярность. Следует упомянуть, что есть ещё одна игра с таким же названием, но азартная; подобные ей игры — баккара и макао.

## Правила
Игроков двое. Колода — 32 листа. Старшинство карт необычное — К (1 очко), Д, В, Т, 10, 9, 8, 7. Кроме короля, другие карты стоимости не имеют.
Каждому игроку сдается по 5 карт. На первом круге принято сдавать сначала по две карты, а затем по три всем, или же сначала по три, а затем по две. После раздачи верхняя карта колоды открывается — именно она становится козырем. Первый прикуп может быть объявлен игроком, находящимся слева от дилера — его рука считается ведущей в экарте. Заменить можно от одной до нескольких карт. Дилер или сдающий имеет право отвергать предложения игроков о замене, которым разрешается совершать обмен в любой момент игры, кроме случаев, когда в колоде остается две карты. В том случае, если игроку не требуется прикуп, или дилер не согласен на осуществление замены, то они становятся уязвимыми. В этом случае при удачном ходе оппонента можно потерять очки или заработать штрафные. За невыполнение правил каждый из участников штрафуется на заранее оговорённое число очков. Карты, которые заменяют, становятся мертвыми и более не принимают участия в игре до её возобновления.
До того, как осуществить свой ход, оба оппонента объявляют о наличии у них короля (королей). За каждого короля даётся по одному очку. Первый ход предоставляется ведущему игроку. Выложенную карту принято покрывать картой той же масти, при её отсутствии — козыри. Взявший три или четыре взятки записывает 1 очко, все 5 — 2 очка. Далее из оставшейся колоды карты сдаются снова, и игра продолжается. Сыгранные карты откладываются в сторону. Выигрывает тот, кто первый набирает 5 очков за одну или две партии. В экарте на игроков могут делаться ставки, причём тот, кто ставит на одного из оппонентов за столом, имеет право на предоставление консультаций своему игроку.

## В культуре
- Игра в экарте представлена в рассказе «Как бригадиру достался король» («Подвиги бригадира Жерара»), а также упоминается в 10-й главе повести Конан Дойла «Собака Баскервилей». Упомянута в 43-й главе книги Сюзанны Кларк «Джонатан Стрендж и мистер Норрелл». Упомянута в 51-й главе романа Уильяма Теккерея «Ярмарка тщеславия» и в 3-й главе романа Ги де Мопассана «Милый друг», в рассказе «Вильям Вильсон» Эдгара Аллана По, в романе Гюстава Флобера «Госпожа Бовари» в части 2 раздела 4, во 2-й главе «Карьеры Ругонов» Эмиля Золя, в части «Пленница» романа Марселя Пруста «В поисках утраченного времени», в романе Уилки Коллинза «Женщина в белом».